# Bloque Demócrata Cristiano
Los Demócratas Cristianos Lituanos (en lituano: Lietuvos krikščionys demokratai), denominados principalmente por historiadores como el Bloque Demócrata Cristiano, fue una coalición política que existió a nivel parlamentario y ocasionalmente electoral en Lituania entre 1920 y 1927, durante los primeros años de independencia de la Lituania de entreguerras. Fue compuesta por el Partido Demócrata Cristiano Lituano (LKDP), que ejerció un papel dominante a nivel político, la Federación Lituana del Trabajo (DLF) y la Asociación de Agricultores (ŪS). Se definía como demócrata cristiano, pero incluía también elementos de conservadurismo autoritario y nacionalismo étnico, con algunos de sus elementos mostrando posiciones antisemitas y sobe todo antipolacas.
El Bloque dominó esencialmente la política lituana y gobernó el país desde 1920 hasta 1926. Ganó la mayoría en el Seimas en las elecciones de 1920 e influyó para colocar aspectos religiosos en la constitución aprobada en 1922. A pesar de que inicialmente había cooperado con otros partidos políticos en aras de garantizar la independencia y la integridad territorial de Lituania, el Bloque comenzó a distanciarse del resto del espectro político lituano debido a su creciente autoritarismo y sus posturas demasiado vinculadas a la Iglesia católica, generando enfrentamientos con los demás partidos seculares. En las elecciones de 1922 el Bloque perdió la mayoría absoluta, pero pudo retener el gobierno debido a la ausencia de una mayoría alternativa. Esto condujo al colapso de la legislatura en marzo de 1923 y a la realización de elecciones anticipadas en mayo, donde los demócratas cristianos recuperaron la mayoría por un escaño, pudiendo gobernar un mandato parlamentario completo de 1923 a 1926.
Las elecciones de 1926 vieron al Bloque perder definitivamente su mayoría, obteniendo menos de un tercio de los votos y tan solo 30 de los 85 escaños en disputa. Esto condujo a la formación de un gobierno de coalición de izquierda apoyado por los partidos representantes de minorías. Los demócratas cristianos apoyaron el golpe de Estado de diciembre de 1926 en contra de dicho gobierno, pero se distanciaron rápidamente del régimen autoritario resultante debido a su negativa a restablecer el orden constitucional anterior. Como resultado, el Seimas fue disuelto en 1927. El Bloque se disolvió después de esto.

## Resultados electorales
|  | 46.51 % |

|  | 41.62 % |

|  | 43.78 % |

|  | 31.58 % |